# Adam Campbell
Adam Campbell, född 7 november 1980 i Bath, är en brittisk skådespelare.

## Filmografi
- 2006 – Date Movie
- 2007 – Epic Movie
- 2009 – Harper's Island
- 2016 – Wolves at the Door